# Schmidtstadt
Schmidtstadt ist ein Gemeindeteil der Gemeinde Etzelwang im oberpfälzischen Landkreis Amberg-Sulzbach in Bayern.

## Geografie
Das Dorf liegt im östlichen Bereich der Hersbrucker Alb etwa zweieinhalb Kilometer westnordwestlich des Ortszentrums von Etzelwang und liegt auf einer Höhe von 453 m ü. NHN.

## Geschichte
Durch die zu Beginn des 19. Jahrhunderts im Königreich Bayern durchgeführten Verwaltungsreformen wurde Schmidtstadt mit dem zweiten Gemeindeedikt 1818 zum Bestandteil der Ruralgemeinde Etzelwang, zu der außerdem Bürtel, Gerhardsberg, Hauseck, Lehendorf, Lehenhammer, Neutras, Penzenhof und Ziegelhütten gehörten. 1820/21 wurde die Gemeinde Etzelwang wieder aufgelöst und daraus (mit Ausnahme von Etzelwang und Ziegelhütten) die neue Ruralgemeinde Schmidtstadt gebildet, die jedoch ihren Gemeindesitz in Lehendorf hatte. Im Zuge der Gebietsreform in Bayern wurde die Gemeinde Schmidtstadt (mit Ausnahme von Bürtel) im Jahr 1978 in die Gemeinde Neidstein eingegliedert, die 1983 entsprechend dem größten Gemeindeteil in Gemeinde Etzelwang umbenannt wurde.

## Verkehr
Die Anbindung an das öffentliche Straßennetz wird durch eine Gemeindeverbindungsstraße hergestellt, die bei Hirschbach von der Kreisstraße AS 6 abzweigt und nach der Durchquerung von Schmidtstadt in ostsüdostwärtiger Richtung zur Kreisstraße AS 39 weiterführt.

## Baudenkmäler

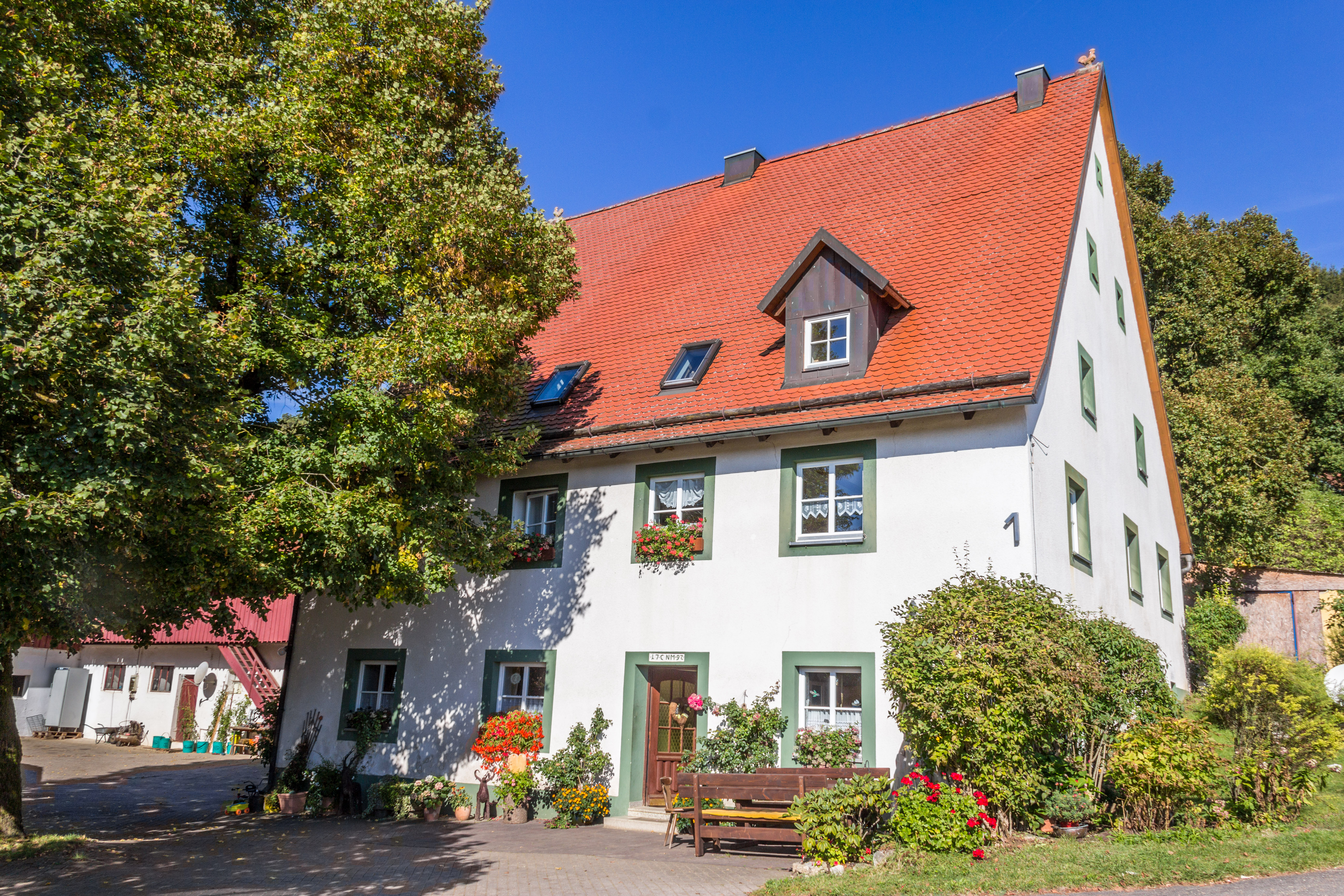
Das denkmalgeschützte Wohnstallhaus

In Schmidtstadt befindet sich ein aus dem 18. Jahrhundert stammendes zweigeschossiges Bauernhaus, das in Massivbauweise als Wohnstallhaus errichtet worden war.